# Juan Bautista Fuenmayor
Juan Bautista Fuenmayor Rivera (Maracaibo, 28 de septiembre de 1905 - Los Teques, 19 de mayo de 1998) fue un político, abogado, profesor universitario e historiador venezolano. Fue secretario general del Partido Comunista de Venezuela (1937-1946) y rector de la Universidad Santa María (1977-1989).

## Biografía
En el año de 1925, comenzó sus estudios en la Facultad de Derecho de la Universidad Central de Venezuela. Tres años después, en febrero de 1928, participó en las protestas estudiantiles contra la dictadura de Juan Vicente Gómez, siendo miembro de la Generación del 28. 
En 1931 participa en la constitución de la primera célula clandestina del Partido Comunista de Venezuela (PCV). Luego de pasar varios años en las cárceles de Juan Vicente Gómez salió exiliado hacia Colombia, militando en el partido comunista de ese país durante 1935. Al iniciarse el gobierno de Eleazar López Contreras regresó a Venezuela y se dedicó a la reorganización del PCV. Fundó los primeros sindicatos de obreros petroleros en Venezuela y en diciembre de 1936 dirigió la primera huelga general de la industria petrolera. En 1937 López Contreras decreta su expulsión en una lista de 47 dirigentes políticos de izquierda, entre ellos Rómulo Betancourt, Raúl Leoni, Miguel Acosta Saignes, Rodolfo Quintero, Gonzalo Barrios, Carlos Alberto D'Ascoli, Carlos Augusto León, José Antonio Mayobre, Jóvito Villalba, Gustavo Machado, Augusto Malavé Villalba y Hernani Portocarrero. Fue elegido secretario general del Partido Comunista por la Primera Conferencia Nacional reunida clandestinamente en Maracay, en agosto de ese mismo año. 
Durante su gestión defiende la existencia del PCV como partido autónomo de la clase obrera, frente a Gustavo Machado quien pretendía disolverlo siguiendo las tesis de Earl Browder, secretario general del partido comunista de Estados Unidos. También se enfrentó a la política reformista del partido Acción Democrática (AD) dirigido por Rómulo Betancourt y respaldado por el capital estadounidense invertido en Venezuela. 
En 1945 el gobierno de Isaías Medina Angarita legalizó al PCV y Fuenmayor se convirtió en Miembro de su Secretariado Político (1946-51). Representó al estado Zulia en la Asamblea Nacional Constituyente que sancionó el texto constitucional de 1947, y como diputado en el Congreso Nacional que sesionó en 1948. 
En 1950 se opuso a que el movimiento obrero comunista participara en una huelga petrolera insurreccional promovida por AD contra el gobierno militar apoyado por el capital petrolero británico. El Partido Comunista decidió participar en la huelga y en consecuencia fue ilegalizado. La dirección que comprometió al PCV en la alianza con AD, compuesta por Pompeyo Márquez, Gustavo Machado y otros, resolvió expulsar a Fuenmayor en abril de 1951. Este mismo año fue hecho prisionero por la dictadura militar y extrañado de su patria al año siguiente. 
A su regreso en 1958 se dedicó a la docencia e investigación en la Universidad Santa María y publica diversos libros sobre economía, política, filosofía del derecho y veinte tomos de Historia de la Venezuela Política Contemporánea, donde analiza los acontecimientos en los cuales participó. En 1977 fue elegido Rector de la Universidad Santa María. Falleció en Los Teques, Venezuela, el 19 de mayo de 1998.

## Obra
- El Animal y el Hombre con Pelo, 1924
- Venezuela en marcha hacia la Democracia, 1942
- Petróleo, base del futuro bienestar de la Patria, 1942
- Luchemos por Nuestro Petróleo, 1943 (en colaboración con Rodolfo Quintero)
- El Papel de la Clase Obrera y de los Comunistas en la Etapa Actual, 1945
- La Religión y el Comunismo, 1948 (en colaboración con Gustavo Machado)
- Aves de Rapiña sobre Venezuela, 1957 (bajo el seudónimo de Normand H. Dupray)
- Principios de Economía Política, 1965
- 1928-1948: Veinte Años de Política, 1968. En este libro describe con precisión el intento de asesinato contra Juan Vicente Gomez por 1931, utilizando un avión para bombardear la casa del presidente.
- Teoría del Estado y del Derecho, 1970
- Historia de la Filosofía del Derecho, 1972
- La Guerra Petrolera Estremece al Mundo!, 1974 (en colaboración con Ricardo Martínez)
- Introducción a la Metodología de las Ciencias Sociales, 1981
- La Difusión de las Ideas Socialistas en las Cárceles Gomecistas (Castillo de Puerto Cabello 1929), 1982
- La Descomposición del Sistema Colonial Mundial, 1982
- La Constitución de 1953 y su Análisis, 1984
- Historia de la Venezuela Política Contemporánea 1899-1969, (20 tomos) 1975-93